# Miłoradz (gmina)
Pour les articles homonymes, voir Miłoradz.
La gmina de Miłoradz est une commune rurale de la voïvodie de Poméranie et du powiat de Malbork. Elle s'étend sur 93,75 km² et compte 3221 habitants en 2021. Son siège est le village de Miłoradz qui se situe à environ 8 kilomètres à l'ouest de Malbork et à 44 kilomètres au sud-est de Gdansk, la capitale régionale.

## Villages
La gmina de Miłoradz comprend les villages et localités de Bystrze, Cyganki, Gnojewo, Kłosowo, Kończewice, Mątowy Małe, Mątowy Wielkie, Miłoradz, Pogorzała Wieś, Rękowo, Stara Kościelnica et Stara Wisła.

## Gminy voisines
La gmina de Miłoradz est voisine des gminy de Lichnowy, Malbork, Pelplin, Subkowy, Sztum et Tczew.